# Korinthisches Erz

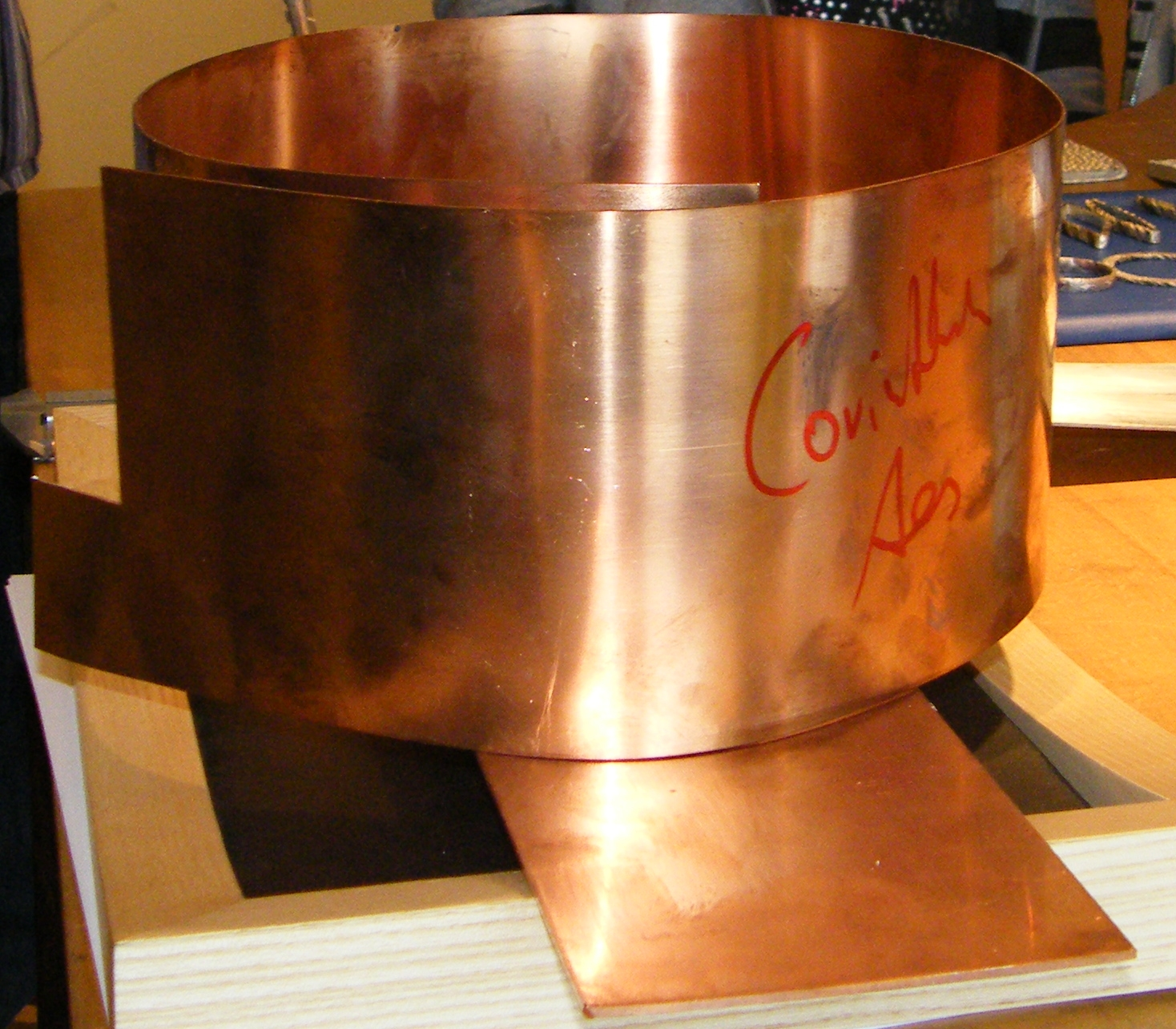
Korinthisches Erz (Corinthium aes), darunter die japanische Legierung Shakudō

Korinthisches Erz, lateinische Bezeichnungen aes Corinthium, häufiger Corinthium aes, ist eine in der Antike häufig genutzte Legierung, deren Herstellung und Verwendung aber schon im alten Ägypten nachgewiesen werden kann. Die Legierung, deren Bezeichnung je nach Zeit und Ort wechselte, ist kupferbasiert mit Beimengungen der Edelmetalle Gold und Silber. Antike Quellen führen neben diesen Hauptbestandteilen noch Zusätze von bis zu 5 % aus Blei, Zinn, Arsen oder Eisen an. Durch verbesserte Abtrennungsverfahren sowie Ersatzstoffe mit gleichen Stoffeigenschaften kann man heutzutage von der Verwendung der toxischen Beimengungen absehen. Korinthisches Erz wurde hauptsächlich für die Herstellung von Luxusartikeln und Statuen verwendet. Die bekanntesten Zentren zur Herstellung waren in der griechisch-römischen Epoche auf Ägina und Delos sowie natürlich in der namensstiftenden Stadt Korinth angesiedelt.

## Beimengungen
Beimengungen entstanden entweder durch die nicht saubere Abtrennung oder waren beabsichtigt, sowohl zur Änderung der Materialeigenschaft inkl. der Patinabildung als auch, um die Farben und optischen Eigenschaften von Gold, wie bei Bronze und Messing, aber auch Silber, wie bei der Arsenbronze, auch Cuprum album genannt, zu imitieren. Das Senken der Materialkosten durch die Verringerung des mengenmäßigen Anteils der teueren Edelmetalle in der Legierung konnte ebenfalls ein Grund sein. Der Ersatz der giftigen Beimengungen bei Beibehaltung der gewünschten Eigenschaften beginnt schon im 18. und 19. Jahrhundert. So kann man den Ersatz des Arsens durch eine Kupfer-Zink-Nickel-Legierung auf die Ausschreibung des Vereins zur Förderung des Gewerbefleißes im Jahr 1823 für Deutschland datieren.

### Verunreinigungen
In der Fachliteratur werden giftige Zusätze wie Arsen und Blei angeführt. Diese sind nicht zwingend beabsichtigte Legierungsbestandteile des Corinthium Aes, sondern entstehen bei der schmelzmetallurgischen Gewinnung von Kupfer und waren je nach dem jeweiligen Stand der metallurgischen Kenntnis und Technik nicht vollständig abtrennbar. Das grundlegende Vorgehensprinzip war dabei dennoch einheitlich, nur der Wirkungsgrad differierte.
Das gewonnene Kupfererz besteht, z. B. bei Kupferantimonglanz, aus Kupfer mit Beimengungen aus Antimon, Arsen, Blei, Eisen und Schwefel. Man versucht bei dem geschmolzenen Rohkupfer, das 90–96%igen Cu-Anteil aufwies, durch Lufteinblasung und Zugabe schlackenbildender Zusätze eine Reinigung durchzuführen. Elemente wie Antimon, Arsen, Blei und Zink verflüchtigen sich als Oxide oder bilden Eisen-, Kobalt-, Nickel- sowie Zinnoxidschlacken. Diese Schlacke wiederum kann man vom Garkupfer abtrennen.

### Beabsichtigte Beimengungen
Eine beabsichtigte Beimengung konnte gegeben sein, um grundlegende Metalleigenschaften zu ändern oder zu verbessern. Als Beispiel für die Verbesserung einer Materialeigenschaft kann man die Änderung von Festigkeit, Geschmeidigkeit, Gleiteigenschaft und Spanbarkeit anführen, wobei gerade Bleizusatz die Warmbrüchigkeit erhöhen kann. Als reine Änderung kann man die Herbeiführung eines neuen Farbtons ansetzen. Arsen, gemeint ist hiermit das goldgelbe Arsenmineral Auripigment, leitet seinen Namen vom mittelpersischen zarnik mit der Bedeutung „goldfarben“ her. Es kommt als normale Verunreinigung bei Kupfer vor und wurde wegen seiner Farbe aber auch beabsichtigt beigegeben. Die silbrig-weißen Arsenbronzen, vor mehrmaliger Erhitzung auch gold-rötlich, bilden dabei einen deutlichen Kontrast zu den goldgelben Zinnbronzen.
Nicht wenige Beimengungen weisen beide Funktionen auf. So war Blei in den vergangenen Jahrhunderten auf Grund seiner einfachen Herstellung und Verarbeitung, aber auch wegen seiner Korrosionsbeständigkeit und hohen Dichte eine mögliche Beimengung.

## Geschichtliche Entwicklung und Abgrenzung

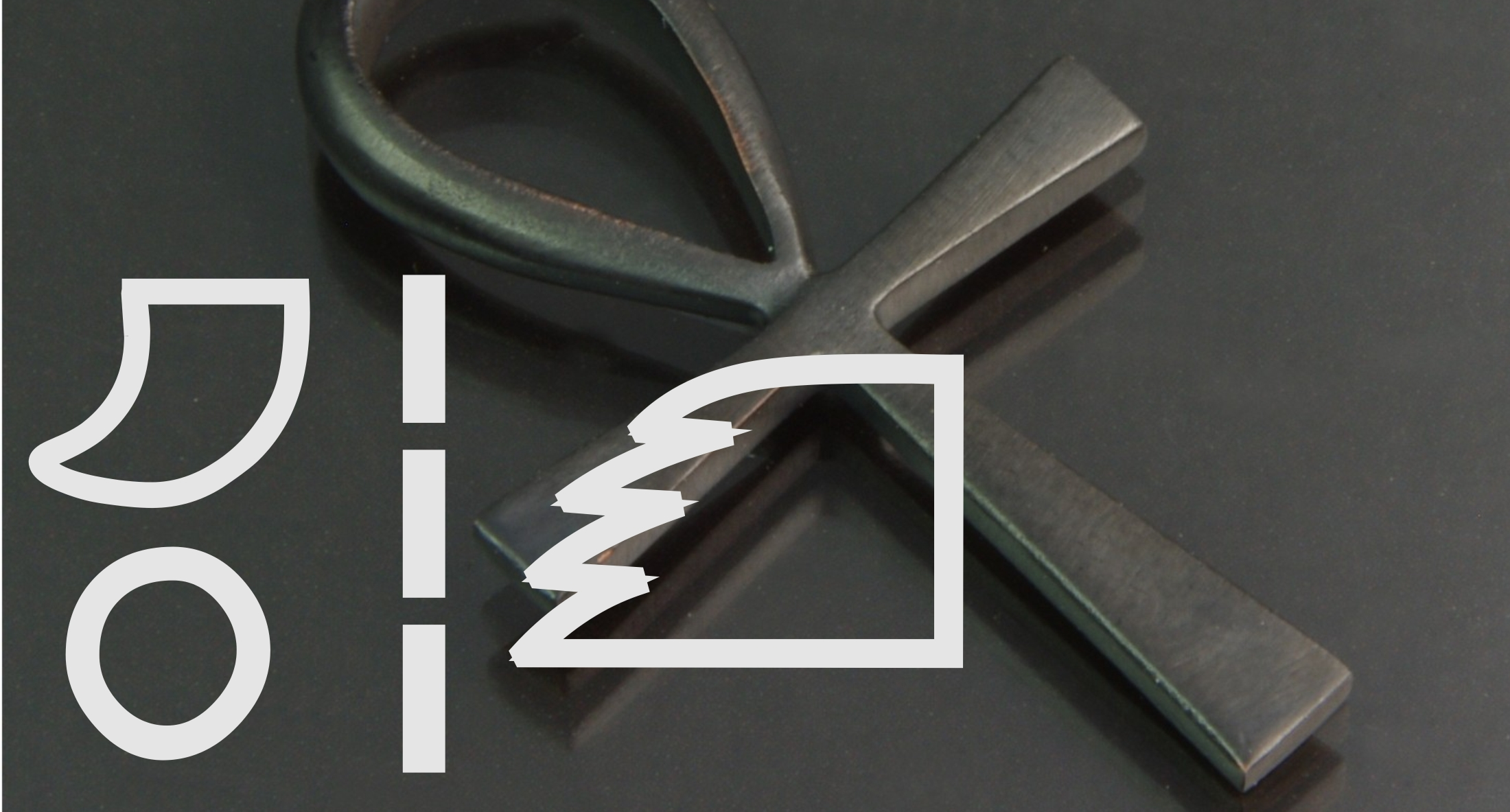
Anch-Kreuz-Replik aus Corinthium aes mit Glyphen

### Mittelmeerraum
Herstellung und Gebrauch des Korinthischen Erzes lassen sich bis zur ägyptischen Schwarzbronze, deren ägyptische Bezeichnung mit HMTY-KM wiedergegeben werden kann, zurückverfolgen. Eine ausführlichere metallurgische Betrachtung, wenn auch nicht annähernd so umfangreich wie später bei Alessandra R. Giumlia-Mair, sowie die Verwendung des HMTY-KM findet sich schon 1966 in dem Beitrag „On the Meaning of [black copper/bronze]“; der geklammerte Bereich des Artikels enthält im Originalbeitrag die entsprechenden Hieroglyphen. Giumlia-Mair verwendete ab den 1990er Jahren anfangs zusätzlich die Bezeichnungen HSMN-KM oder NMTI-KM, gab dies aber nach 1993 zu Gunsten des schon genannten HMTY-KM auf. Nur kurz fand HMTI-KM Verwendung, wobei durch Giumlia-Mair auch bei späteren Publikationen nicht ausgeführt wurde, ob diese Schreibvariante beispielsweise auf der Fehlinterpretation der Gruppenschreibungen einer Kartusche beruhte. HMTY-KM wird dabei ausgesprochen als ['hɛmp.tʰi kʰæːm]. Die Bedeutung der Hieroglyphen, die man im nebenstehenden Bild sieht, kann man wie folgt angeben: das Ideogramm mit der Bedeutung Kupfer, Messing sowie ganz allgemein ein Objekt aus Kupfer oder Bronze; darunter die Hieroglyphe für Schwarz, getrennt durch die drei Striche des Pluralmarkers von dem phonetischen km, u. a. mit den Bedeutungen Kupferkorn und Kupfererz. Zwei der wohl bekanntesten erhaltenen Figuren aus ägyptischer Schwarzbronze sind die Darstellung des Harpokrates aus der 18. Dynastie, bei der die durchgängige Bronzefigur um goldene Haarapplikationen ergänzt wurde, sowie einer Frauenstatue aus der Spätperiode, bei der Goldeinlagen in die Bronze des Korpus eingearbeitet wurden.

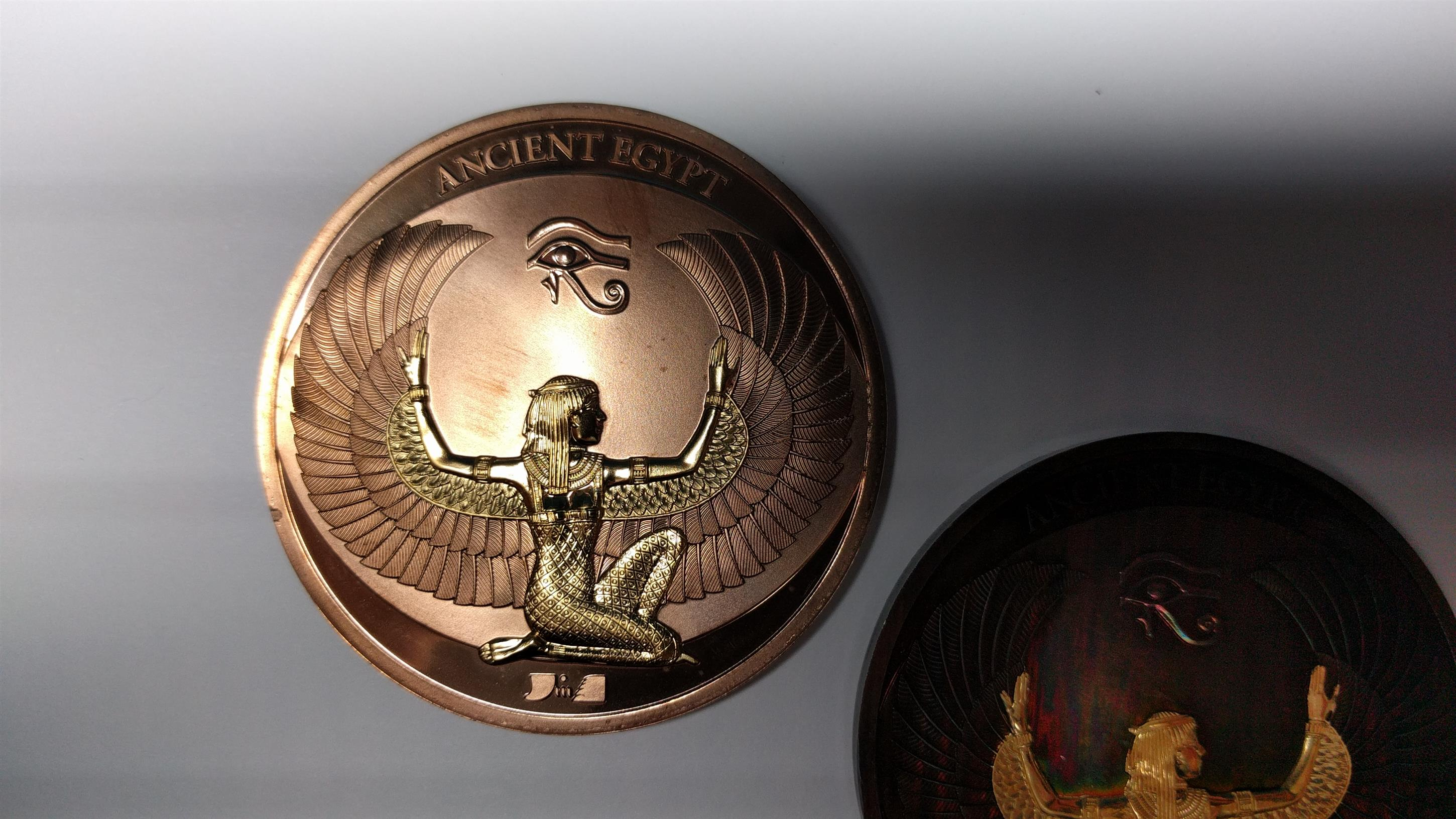
Corinthium-aes-Medaille aus dem Jahr 2017, Material und Patinierung durch Markus Eckardt

Der Höhepunkt der Herstellung im Mittelmeerraum, dem die Legierung seinen  noch gebräuchlichen Namen verdankt, lag räumlich in Korinth und zeitlich in der griechisch-römischen Epoche. Die griechische Bezeichnung lautete Κορινθιακό χάλκινο,  Korinthiako chalkino oder verkürzt χάλκινο. Es handelte sich bei der griechischen Bezeichnung um eine Stoff-, vor allem aber Qualitätsangabe. Die mykenische Bezeichnung κυανός kyanos hingegen referenziert eindeutig auf eine bestimmte Farbeigenschaft der Patina, die man auch in Ägypten schon kannte, die aber vor allem im mykenischen Umfeld verstärkt umgesetzt wurde. Sowohl im mykenischen Griechisch als auch dem klassischen Griechisch kann man als deutsche Übersetzungen für den Begriff κυανός „Kornblume“ oder „blau“ angeben. Und tatsächlich ist es nicht falsch als Übersetzungsvariante im konkreten Fall  „Kornblumenblau“ zu wählen, da man durch die Behandlung mit schwachen Kupfersalzlösungen das ergänzende Farbenspektrum der Patina von Tiefviolett bis Blau erhält. Die lateinische Bezeichnungen Corinthium aes oder aes Corinthium hingegen sind reine Ortsreferenzen. Das lateinische Nomen aes kann man ins Deutsche mit „Erz“, „Kupfer“ oder „Bronze“ übersetzen, Corinthius ist ein Adjektiv und bedeutet schlicht „korinthisch“. Man erhält also somit als eine mögliche Übersetzungsvariante „korinthische Bronze“. Eine Gleichsetzung des „schwarzen Goldes der Antike“ und auch von Niello mit korinthischem Erz wird mittlerweile als wenig überzeugend zumeist abgelehnt; einzig minderwertiges korinthisches Erz nahm eine schwarze Färbung an.
Da nur vergleichsweise wenige Stücke korinthischen Erzes aus der Antike erhalten sind, ist eine Gesamtbeurteilung schwierig. Der Begriff war in der Antike schon mit Legenden verbunden, häufig auch mit den Namen legendärer Handwerker und Künstler, wobei spätere Zuschreibung nicht selten wenig mit der Realität zu tun hatten. Nach Plinius waren die Säulen der Korinthische Ordnung so benannt worden, weil die ersten Exemplare dieser vor allem an den Kapitellen reich verzierten Säulen aus Corinthium aes gefertigt gewesen sein sollen. Aus juristischen Quellen ist bekannt, dass in römischer Zeit ganz klar zwischen korinthischem Erz und einfacher Bronze unterschieden wurde. Es wurde vor allem im ersten Jahrhundert vor Christus bis in die mittlere Kaiserzeit zu einem Inbegriff von überbordendem Luxus. Zum Teil wurde es zu horrenden Preisen gehandelt. Neben kostbarem Tafelgeschirr fielen auch reliefierte Gefäße und Bronzen unter den Begriff, die mit Meistersignaturen versehen waren und nicht selten auch gefälscht waren. Die Herstellung ist noch in der frühen Kaiserzeit belegt. Im kaiserlichen Haushalt gab es sogar die Stelle des corinthiarius (Geschirrwart), der früher fälschlich für Hersteller von Corinthium aes missverstanden wurde, sich in Wirklichkeit aber nur um diesen überaus wertvollen und prestigeträchtigen Besitz zu kümmern hatte. Mit Anthus, Neapor, Philemo Agrippianus, Sabinus und Zoilus Agrippianus sind fünf dieser corinthiarii namentlich aus ihrer Grabinschrift bekannt. Die Vorliebe für diese wertvollen Güter konnte durchaus politische Dimensionen annehmen. So baute Cicero seine Anklage im Repetundenprozess gegen Gaius Verres auch zentral um dessen Vorliebe für Korinthisches Erz und die Methoden, wie er mit Unterstützung seiner Agenten Hieron und Cornelius Tlepolemos nach solchen wertvollen Stücken suchte und diese illegal an sich brachte. Auch der Kaiser Augustus musste wegen seiner Vorliebe für Corinthium aes Spott über sich ergehen lassen. Bei Trimalchio in Petronius’ Satyricon ist dessen Vorliebe für Luxusgüter wie unter anderem korinthisches Erz ein zentraler Aspekt des karikierenden Spotts.

### Asien
Sehr ähnliche Kupferlegierungen fanden auch in Syrien, Persien, Indien und China Verwendungen, was durch ganz unterschiedliche Zeugnisse in Form von Überlieferungen und Artefakten nachweisbar ist. Die japanischen Irogane-Legierungen, darunter das japanische Rotkupfer Shakudō, sind vermutlich eigenständige Entwicklungslinien, wenn auch ein grundlegender Wissensaustausch nicht ausgeschlossen werden kann. Für die These eigenständiger Entwicklungslinien sprechen sowohl die leicht unterschiedliche Zusammensetzung der Legierungsbestandteile, als auch die signifikant unterschiedliche Patinadicke. Diese beträgt ca. 1 µm bei Shakudō, bei den nicht-japanischen Legierungen weist sie hingegen fast 20 µm auf.

### Sonstige
Zu trennen sind die bislang genannten von anderen Kupferlegierungen ähnlicher Zusammensetzung, wie dem mesoamerikanischen Tumbaga, da bei dieser Kupfer-Gold-Legierung eindeutig die niedrigere Schmelztemperatur und größere Härte als Ziele anzusetzen sind, wie man an der nachträglichen Entfernung der Kupfer(II)-oxid-Patina feststellen kann.

## Experimentelle Forschungsarbeit
Die genauen Angaben antiker, meist römischer Quellen über die Zusammensetzung des Corinthium Aes, die es als eine Mischung aus Kupfer Silber und Gold beschreiben, wurden von der Fachwelt lange Zeit angezweifelt. Man konnte in der Edelmetallzusetzung ausschließlich zum Erreichen einer schwarzen Patina keinen Sinn erkennen. Stattdessen wurde die These vertreten, es handelte sich um Verwechslungen oder Fehlinterpretationen der Übersetzer. Gleichzeitig wurden schwarzfarbene Metalleinlagen antiker Objekte fälschlicherweise als Niello klassifiziert. 1993 veröffentlichten die Archäometallurgin Alessandra R. Giumlia-Mair von der Universität Udine und Paul T. Craddock vom Britischen Museum einen ersten vergleichenden Band, der auf Analysedaten verschiedener Legierungen aus Kupfer, Silber, Gold und  anderen Metallen beruhte, die eine stabile, dunkle Patina aufweisen. Die Autoren versuchen aufzuzeigen, dass es einen nachvollziehbaren Reiseweg für diese (vor-)antike Schmiedetechnik gegeben hat und diese mindestens einen Zeitraum von 3500 Jahren umfasste. Spätere praktische Versuche hatten das Ziel der Herstellung von unterschiedlichen Corinthium-aes-Varianten auf Grundlage antiker und neuzeitlicher Quellen. Die ausführlichste Rezeptur lieferte dabei die aus dem 2. Jahrhundert stammende Handschrift des Alchimisten Zosimos von Panopolis, heute befindlich in der Universität von Cambridge, die 1893 von Marcellin Berthelot ins Französische übersetzt wurde. Die Theorie der unterstellten Verbindung zwischen den diversen Schwarzgoldlegierungen aus Ägypten, Palästina, Mykene, dem Römischen Reich und solchen jüngeren Datums aus einigen Ländern Asiens mit gleichen oder ähnlichen Legierungszusammensetzungen und -eigenschaften konnten Giumlia-Mair und Craddock durch vergleichende Analyse 1996 konkludent nachweisen.

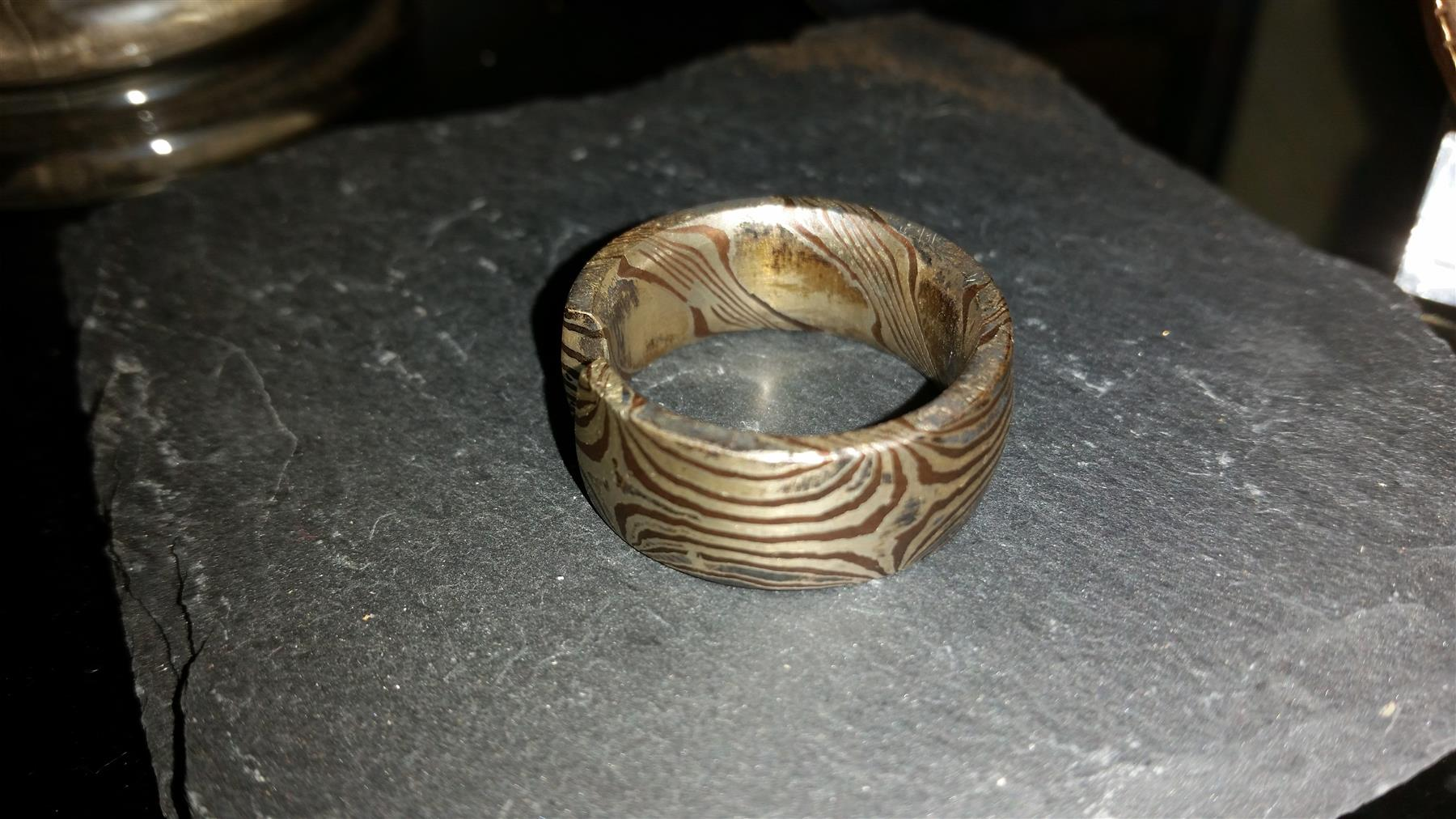
Corinthium statt Shakudō

In den Folgejahren verlagerte Giumlia-Mair den Fokus ihrer Arbeit verstärkt auf den Bereich der japanischen Irogane-Metalle, mit Schwerpunkt der aus ihrer Sicht dem Corinthium Aes ähnlichen, sogar verwandten Shakudō-Legierungen. Ausgangsbasis ihrer These stellen dabei die nachgewiesenen Handelsbeziehungen und der erfolgte Wissenstransfer zwischen Asien und Europa dar. Den Zusammenhang zwischen den Metallen macht sie dabei an dem  zeitlich späteren Aufkommen der japanischen Irogane-Metalle fest, was sich, wie auch bei den  Kanjis, durch eine japanische Übernahme chinesischen Wissens über Korea erklären ließe. Unter der Sammelbezeichnung „Irogane-Metalle“ versteht man dabei die „farbigen Metalle“, also die farbigen Legierungen, die in der japanischen Schmiedetechnik traditionell zum Einsatz kamen. Der Begriff setzt sich aus den Kanjis 色, ausgesprochen iro mit der Bedeutung Farbe und 金, ausgesprochen kane/gane mit den Bedeutungen Metall, Geld, Vermögen, zusammen. 色の金, iro no gane, ist also ein farbiges Metall oder farbiges Vermögen, was recht gut sowohl auf die verschiedenen Bronzelegierungen, als auch auf die edelmetallhaltigen Legierungen Shakudō und Shibuichi verweist. Shakudō, 赤銅, wird im Deutsch häufig mit Rotkupfer übersetzt, was zu Irritationen führen kann, da die Legierung, wie Corinthium Aes, vor allem für seine Schwarzfärbung geschätzt wurde. Eine Auflösung dieses augenscheinlichen, begrifflichen Widerspruches ist dabei schnell geführt. Bezeichnet man die Legierung unter Verwendung des japanischen Numeralidentifikators für Farben, erhält man 赤銅色, also shakudōiro, mit den Bedeutungen bronzefarben und schwarzbraun. Somit kann man festhalten, dass 赤銅 sowohl mit „Rotkupfer“, als auch „Schwarbraun-Kupfer“ ins Deutsche übersetzt werden kann.
Die Ergebnisse ihrer eigenen Recherche sowie aus Kooperationsprojekten aus dem Bereich der experimentellen Archäologie wurden u. a. 1998 auf einer Konferenz in Matsue vorgestellt. Die grundlegende Funktionsweise des Verfahrens konnte verifiziert und somit die Korrektheit vieler der antiken Quellen bestätigt werden. Weitere Ergebnisse aus dem Bereich der experimentellen Archäologie umfassten die Bereiche der Verarbeitbarkeit und Patinierbarkeit von Schwarzkupferlegierungen bei wechselnden Zusätzen und unterschiedlichen Patinierbädern. Ein moderner Zweig entstammt der Verwendung von neuen Legierungen, wie dem deutschen Mujodogane, im Bereich der japanischen Schmiedetechnik. Durch die bestehende Ähnlichkeiten von Shakudō mit den diversen Corinthium Aes Legierungen war der Schritt der Verwendung dieser nicht-japanischen Legierungen auch bei Mokume-Gane naheliegend.
Die experimentelle Forschungsarbeit steht dabei in allen Facetten in Tradition der historischen Corinthium-Herstellung, da diese durch die Jahrhunderte und in den unterschiedlichen Herstellungsorten deutlichen Variationen unterworfen gewesen ist, wie Metallanalysen ergaben.

## Färbung, Patinierung
Die standardmäßige Patina von Corinthium aes weist in ihrer klassischen Ausprägung eine aubergine-schwarze Färbung auf. Die sich durch Hautkontakt stets nachbildende Patina ist die für  Gold- und Silberschmiede interessante Eigenschaft der Legierung. Dadurch kommt es zu keiner Vernarbung des Schmucks, worunter man das Entstehen von deutlich sichtbaren Kratzern im Metall versteht. Die Neubildung der Patina erfolgt dabei durch Oxidation der Kupferlegierung mit Luftsauerstoff und Schweiß.

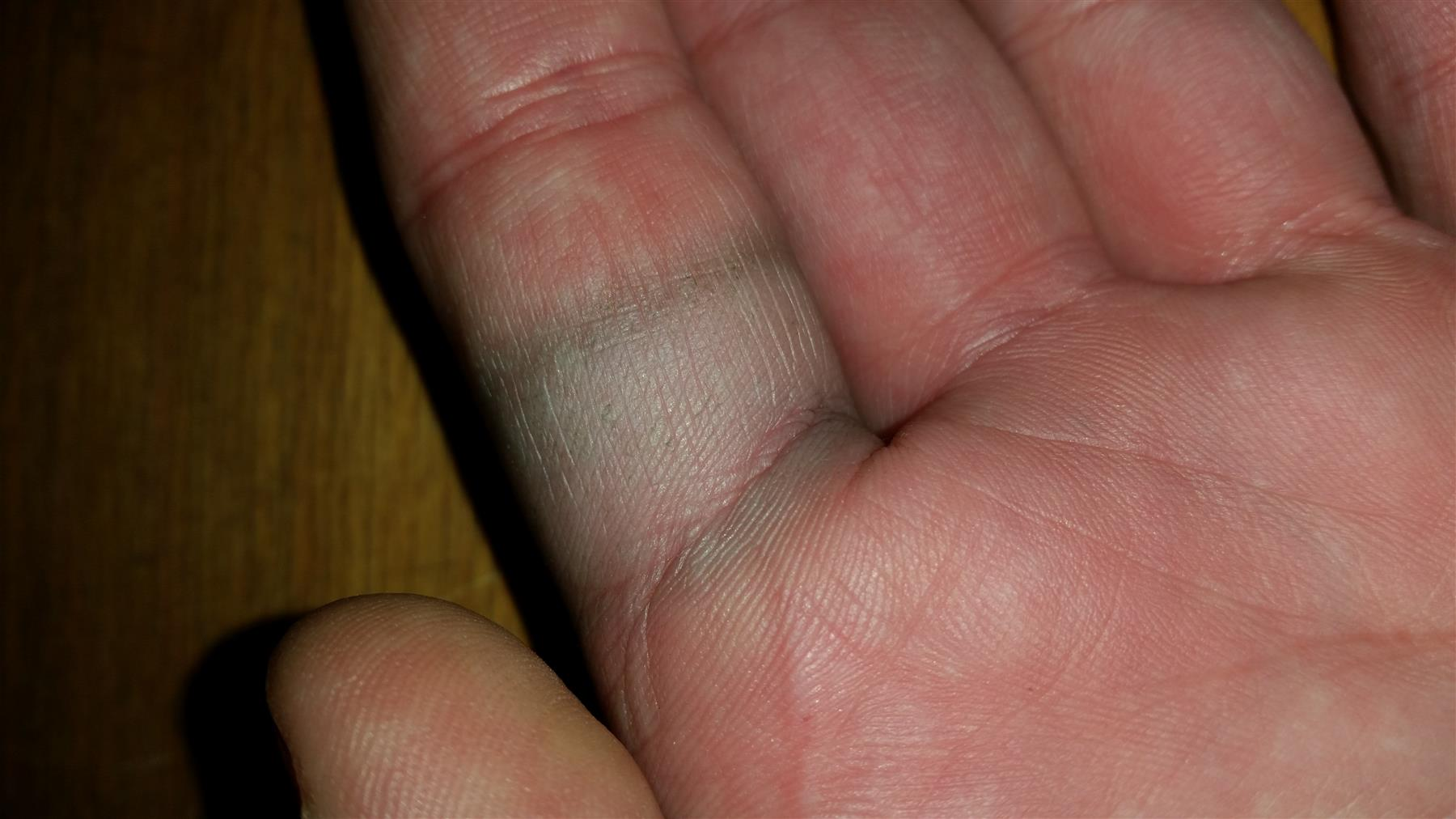
Abrieb mit Dunkelfärbung der entsprechenden Hautpartie

Die sich neubildende Patina kann beim Träger durch Abrieb zu einer Dunkelfärbung der entsprechenden Hautkontaktstelle führen. Dieser kann durch Innenelemente aus einem anderen Metall vorgebeugt werden.
Durch den deutschen Goldschmied M. Lehr wurden seit 2001 Wege aufgezeigt, wie man trotz einer Reduktion des Edelmetallgehalts die gleiche Patinierbarkeit erreicht. Einen anderen Fokus legte der deutsche Goldschmied Markus Eckardt, dessen Arbeiten seit 2012 den Schwerpunkt auf die Vollausbildung der Patina und deren Erhalt nach Fertigstellung umfasst. Arbeitshintergrund und -auslöser waren Patinavollausbildung trotz Innenelementen, die spezielle Färbungsintention sowie die Kontrastfunktion. Fertigte Eckardt seit Ende der 1990er Jahre primär Replika römischer Bodenfunde aus Corinthium Aes, führte die spätere Verwendung von Innenelementen aus anderen Metallen zur Vermeidung des Abriebs zu Problemen bei der Patinavollausbildung. Die reine Färbungsintention wiederum verlangt nach der Möglichkeit der Vollausbildung einer letztlich sogar tiefschwarzen Patina mit einem leichten Schimmer, die erst im Vernarbungsfall in den normalen Patina-Bildungszyklus übergeht und ihre Vollausbildung ansonsten idealerweise beibehält.
Neue Entwicklungslinien im Bereich der Kupferlegierungsfärbung dürfen dabei nicht verwundern. Wie das Deutsche Kupferinstitut in seiner Verlagsausgabe „Kupfer“ schon 1961 ausführte, ist das Färben „eine sehr komplexe Technologie, die auch heute noch nicht vom chemischen Fortschritt erreicht wurde. Färben von Kupfer erfordert wie kein anderes Oberflächenbehandlungsverfahren großes handwerkliches Geschick, verbunden mit langer praktischer Erfahrung.“

## Moderne Entwicklung

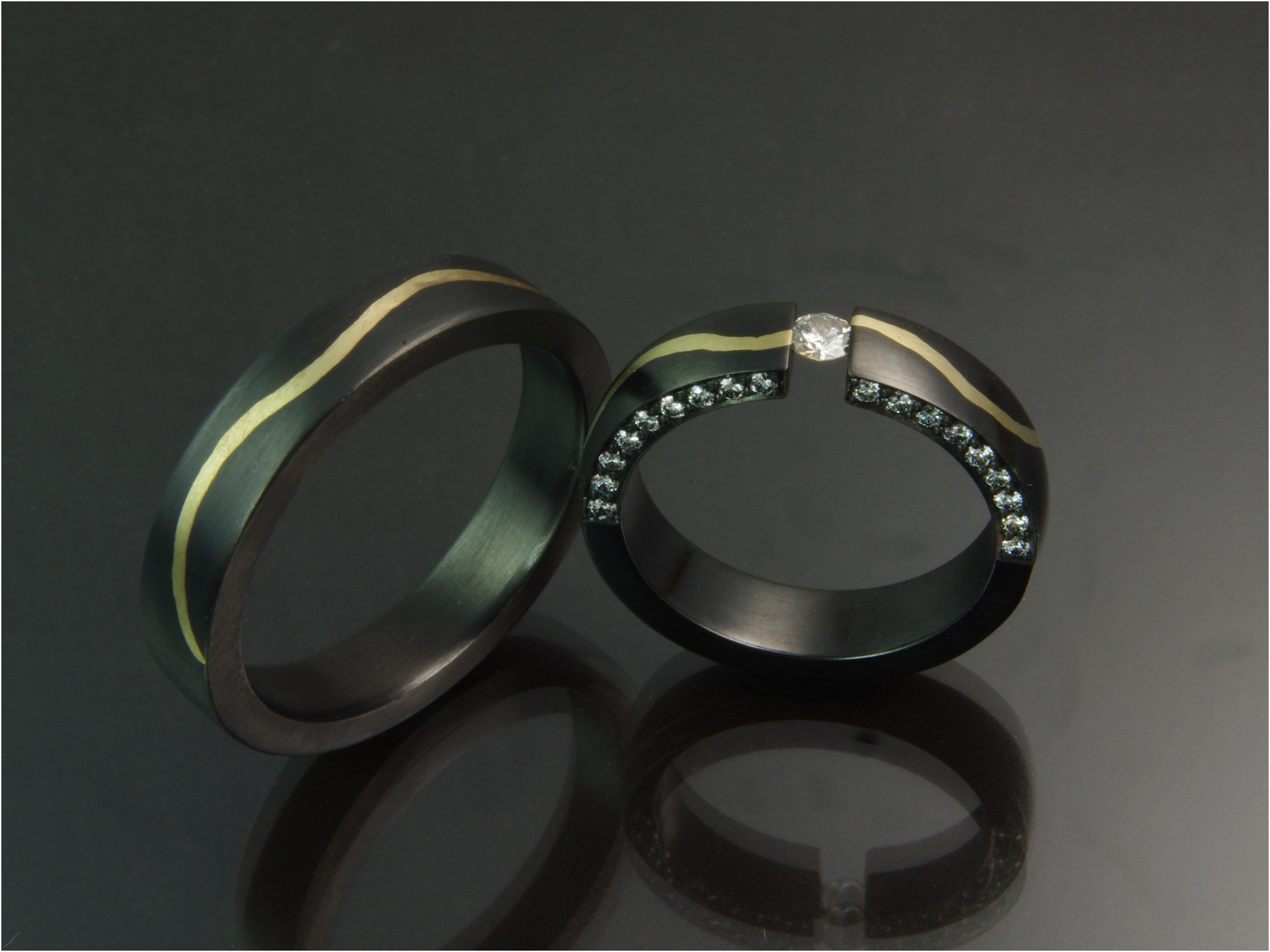
Corinthium mit Brillanten und Gold. Fokus: Kontrast der Patina

Eine Renaissance als Legierung erlebt Corinthium aes seit 2003 in Deutschland durch die verstärkte Verwendung in der ursprünglich aus Japan stammenden Mokume-Gane-Technik sowie der Damast-Herstellung für den Schmuckbereich. Als Auslöser kann man hierfür den günstigeren Preis als Palladium, Weißgold und Gold anführen, was durch die Möglichkeit der Edelmetallreduktion in der Legierungszusammensetzung, vor allem zur Zeit der steigenden Edelmetallpreise, zusätzlich befeuert wurde.

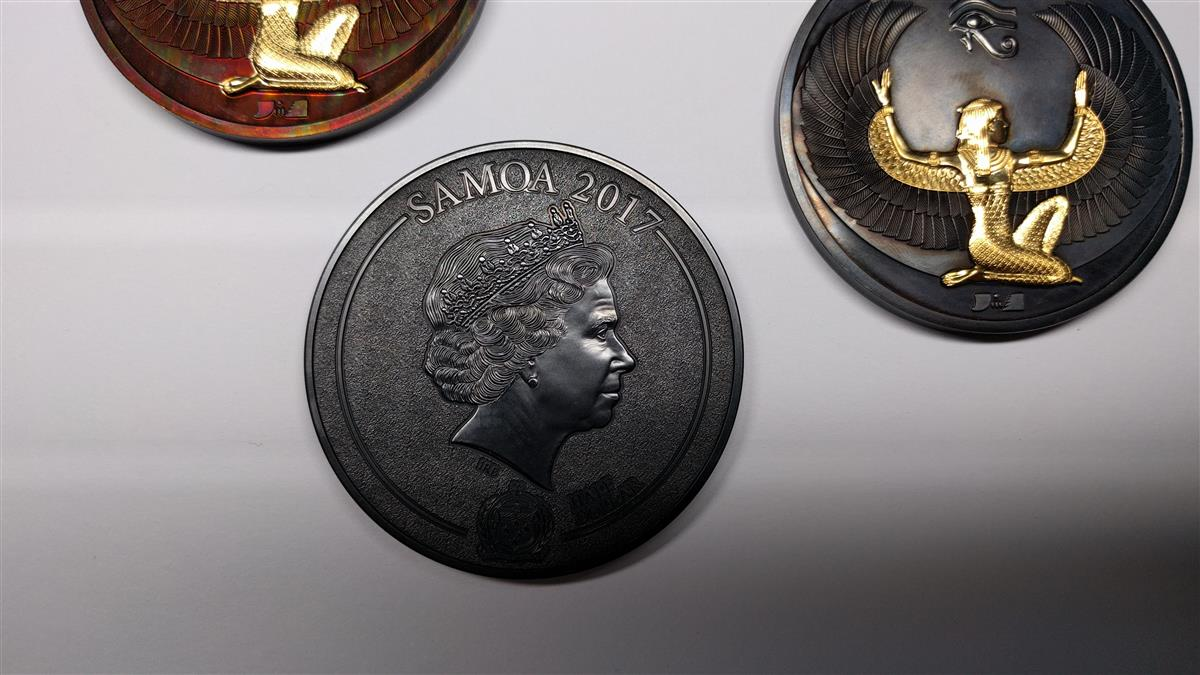
Corinthium aes Münze aus 2017, Material und die typische dunkelschwarze Patina durch Markus Eckardt

Ansonsten sprechen die gute Verarbeitbarkeit sowie der interessante Farbwechsel, der von kupferfarben über dunkelbraun bis tiefschwarz reicht, und die Vernarbungsfreiheit für die Verwendung von Corinthium aes. Das Korinthische Erz gehört dabei nicht zu den klassisch-japanischen Mokume-Gane-Damast-Materialien und wird bei Verwendung durch die Punzierung u. a. von dem japanischen Shakudō eindeutig getrennt. Optisch kann man den Unterschied erst nach Vollausbildung der Patina erkennen; das Rotgold Shakudō erreicht maximal eine satte, tiefbraune Färbung, Corinthium aes hingegen bildet eine aubergine-schwarze Patina aus. Dieser Trend begann durch eine Reihe von Mokume-Gane-Künstlern seit 2000.
Im Zuge dieser Verwendung ist auch der Wunsch der stärkeren Kontrastfunktion, weg von der klassischen aubergine-schwarzen hin zu einer tiefschwarzen Patina, zu verorten.

## Galerie

Corinthium aes
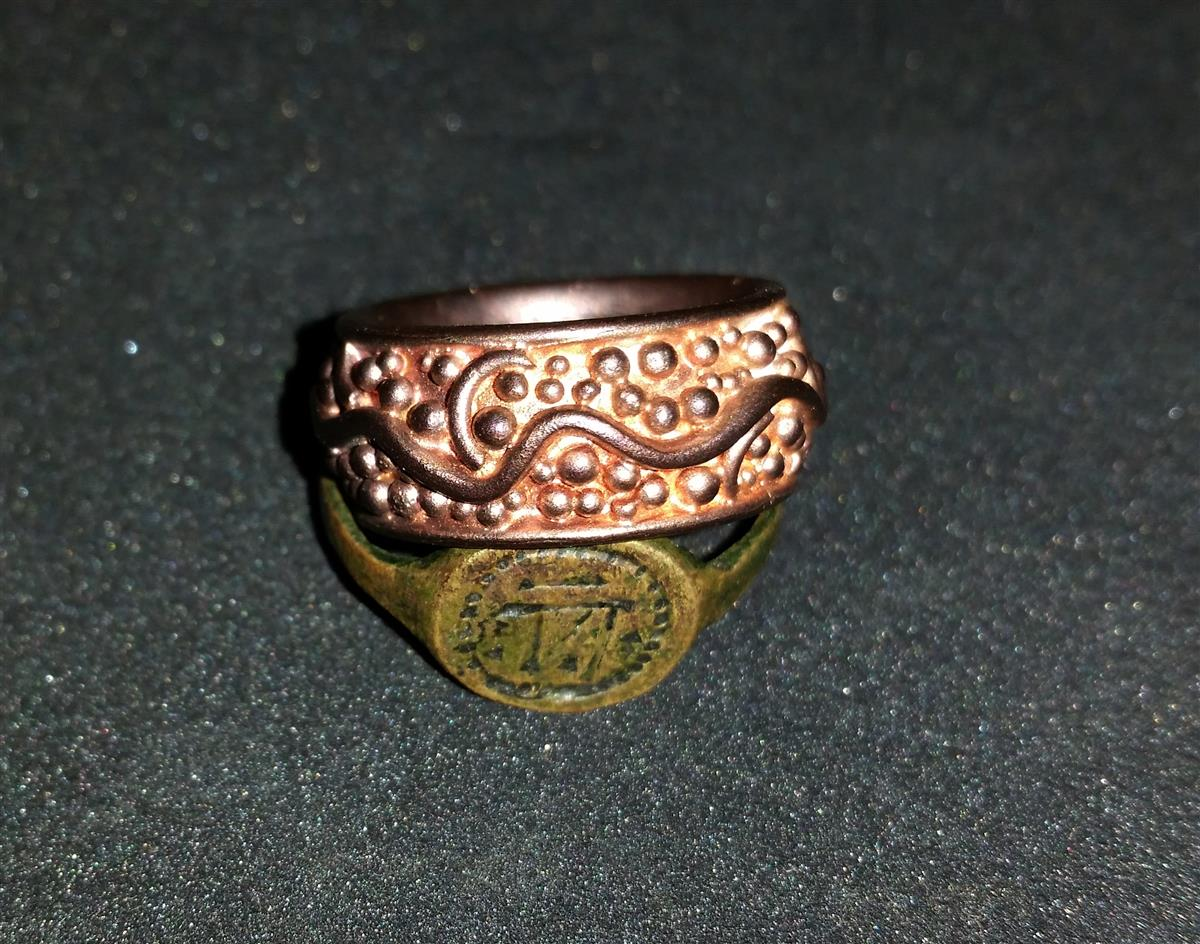
Frauenringreplik eines römischen Bodenfundes aus Corinthium aes
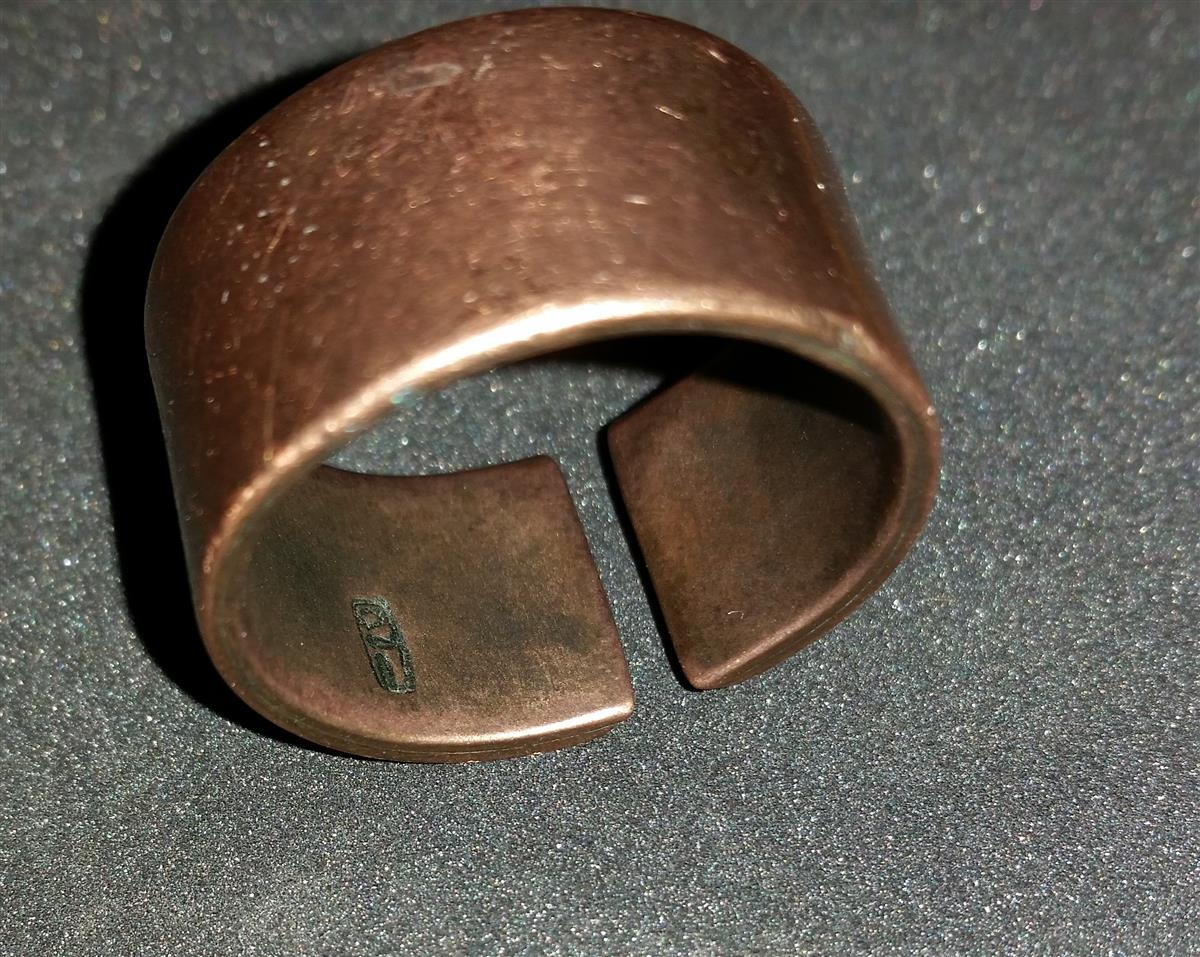
Herrenringreplik mit teilweise ausgebildeter Patina
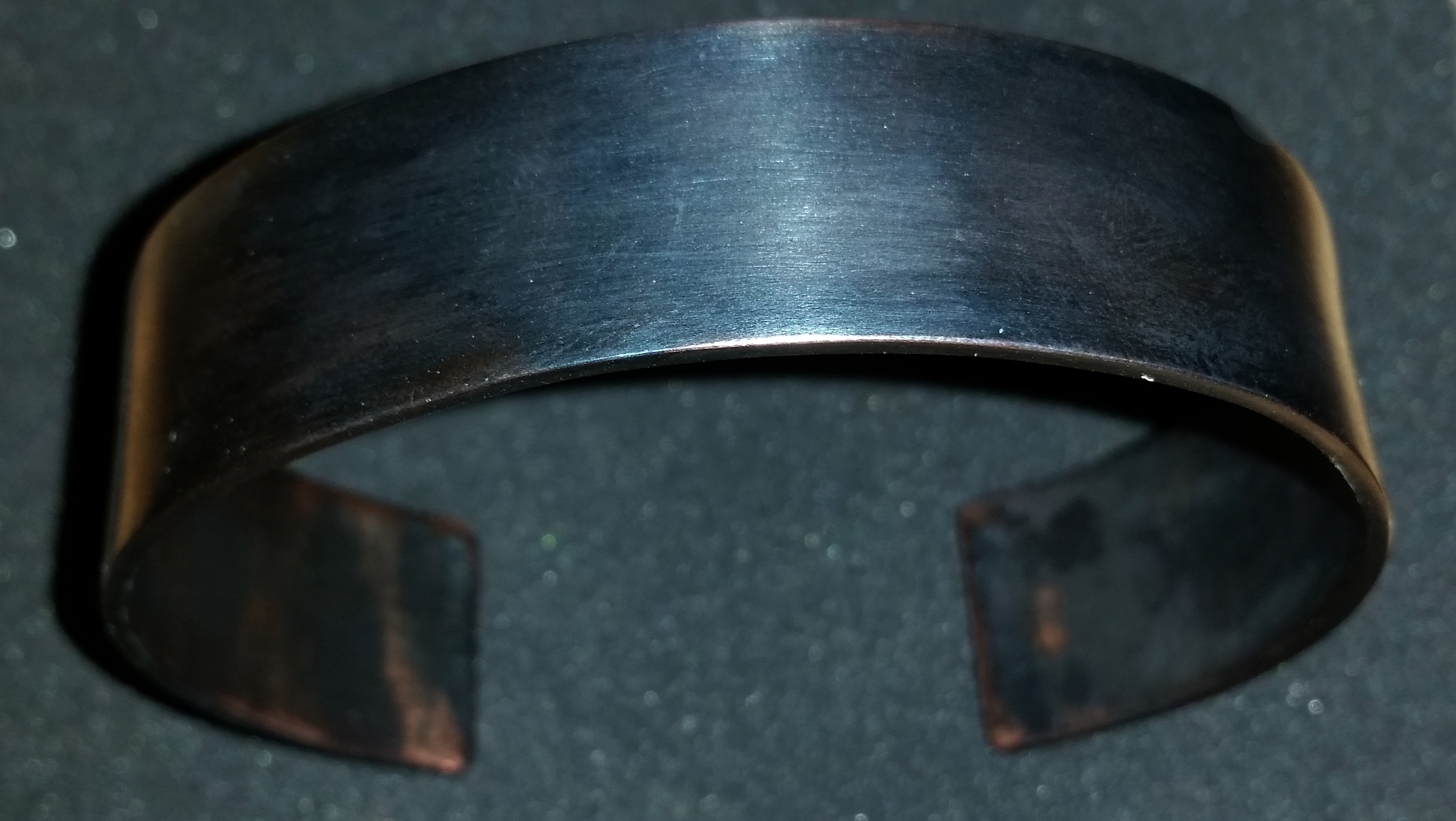
Armreifreplik aus Corinthium aes mit sich deutlich ausbildender Patina
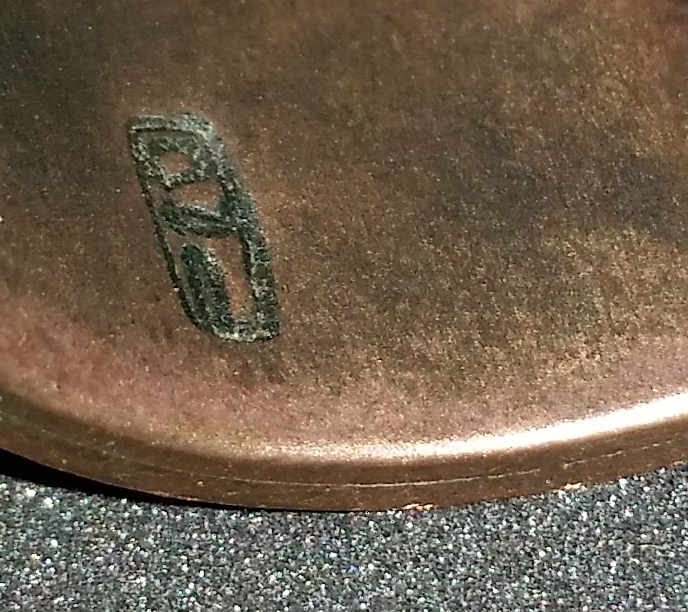
Ringinnenseite mit Stempelung
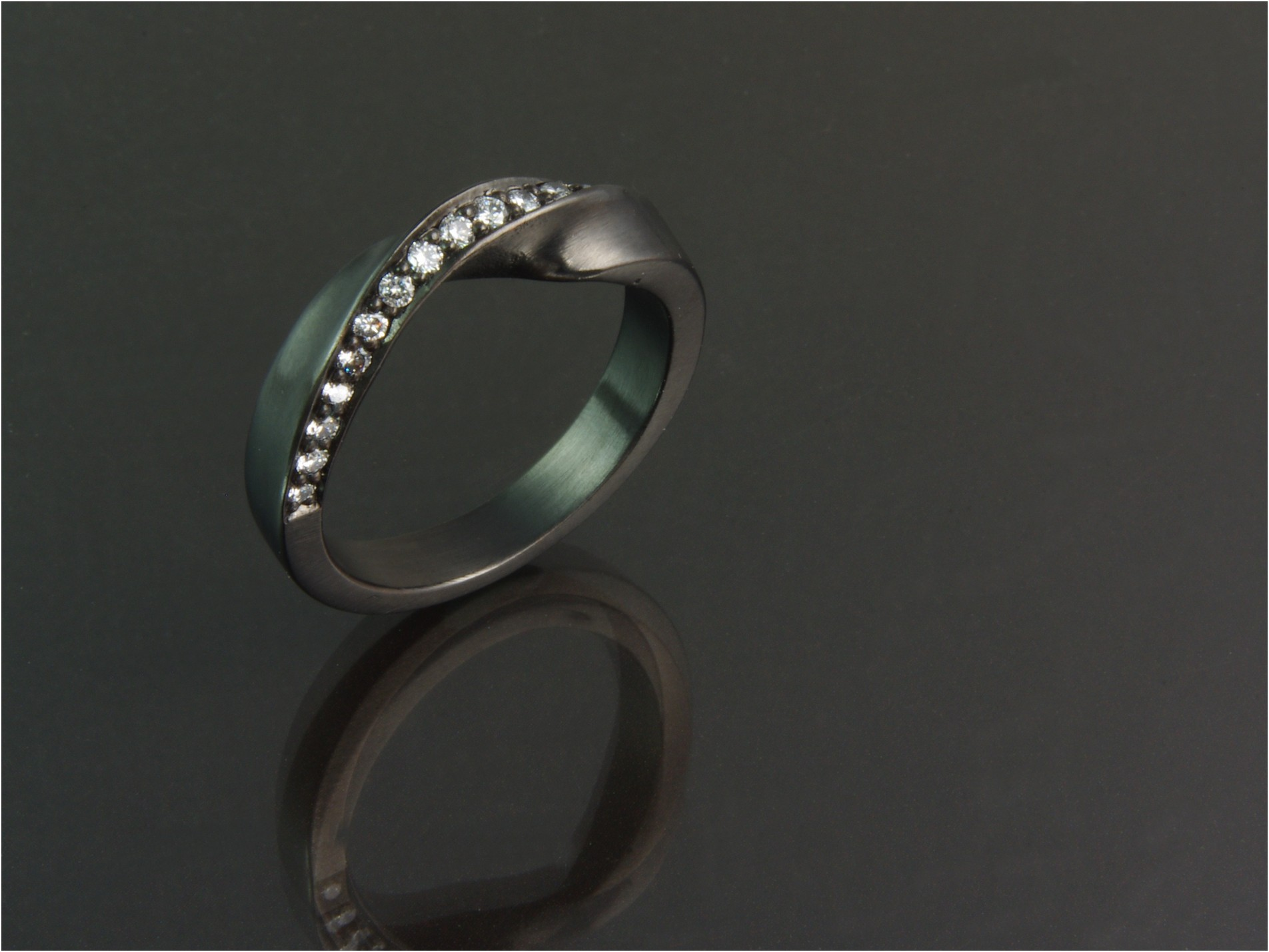
Corinthium-Aes-Ring mit Brillanten-Einlage, Fokus starker Kontrast der Legierung
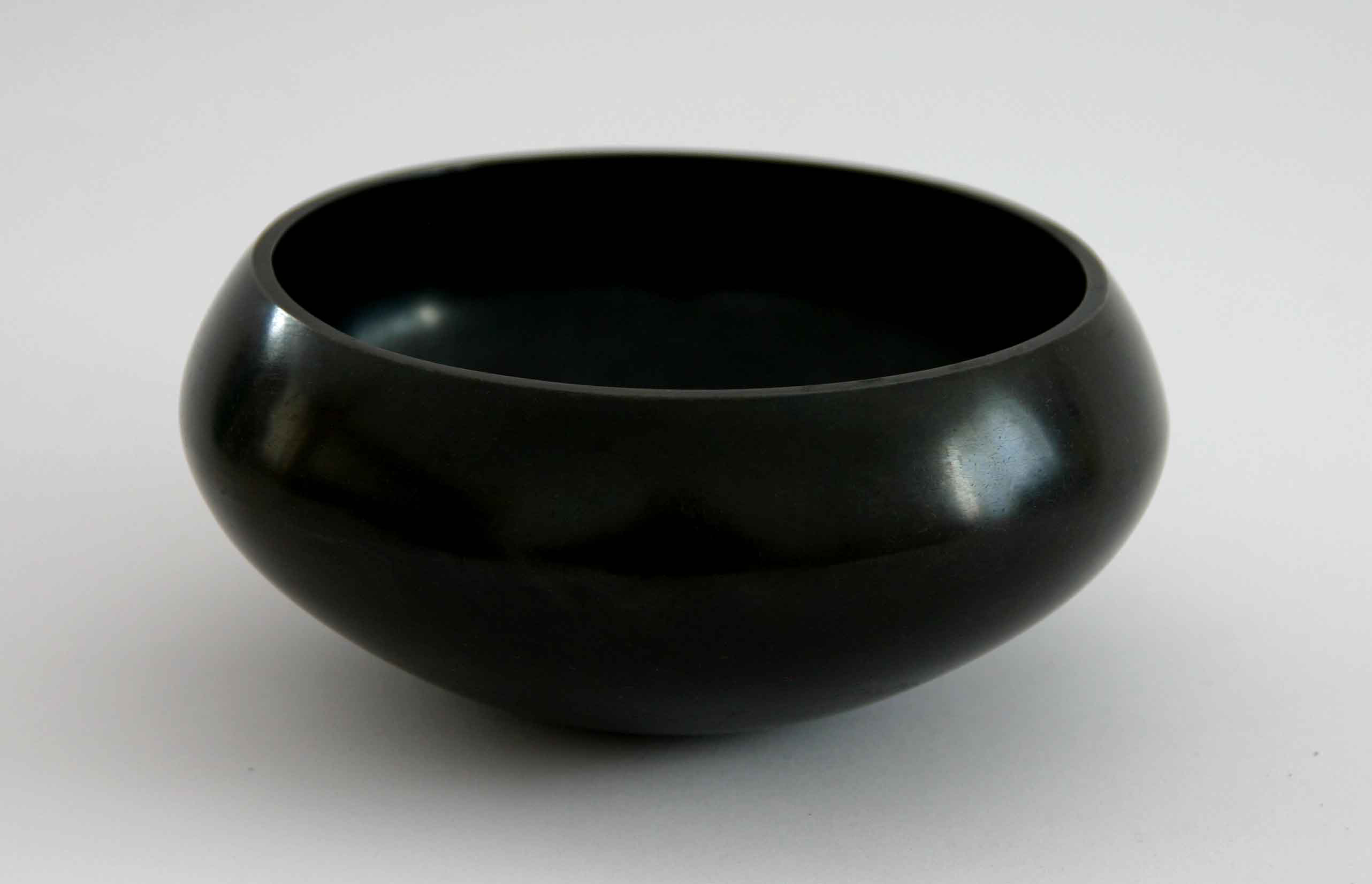
Schale aus Corinthium aes mit tiefschwarzer Patina